# Virgin VR-01
La  Virgin VR-01 è una vettura di Formula 1 costruita dalla scuderia Virgin per partecipare al Campionato mondiale di Formula 1 2010. 

## Contesto

### L'ingresso in Formula 1

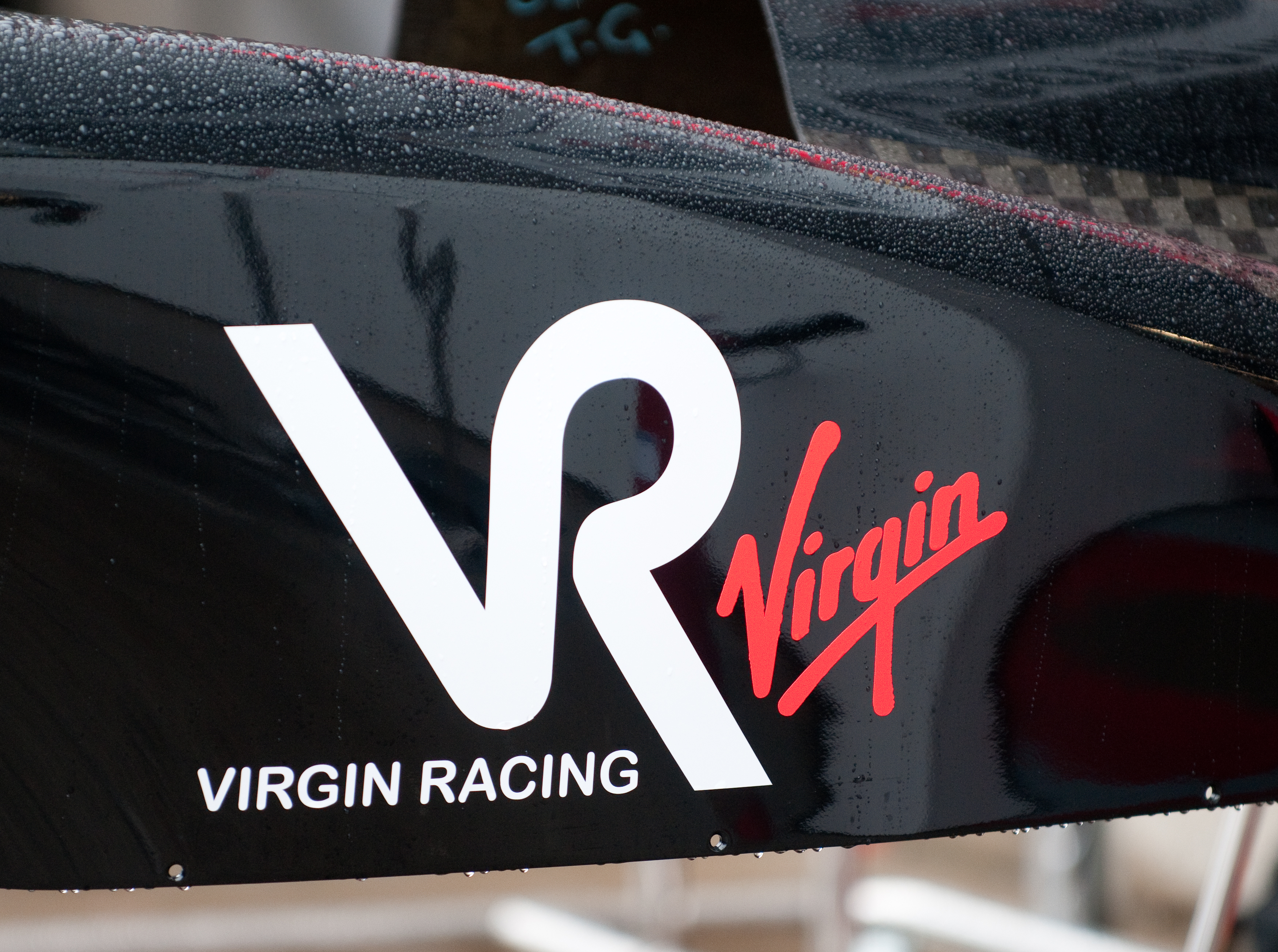
Il magnate inglese Richard Branson acquista l'80% del team Manor: per la prima volta il marchio Virgin è al via di un Gran Premio in veste di costruttore

Nel corso del 2009, la FIA dirama un bando per l'ingresso in Formula 1 di tre nuove scuderie. Il 12 giugno dello stesso anno viene ufficializzato l'ingresso nella massima serie di tre nuove scuderie, di cui una è proprio la Manor Grand Prix, nata dall'unione del team Manor Motorsport, fondata da John Booth e già attiva in altri campionati motoristici, e la Wirth Research di Nick Wirth, al quale viene affidato il ruolo di direttore tecnico mentre a Booth quello di direttore sportivo.
Tuttavia, ancor prima di iniziare la stagione, la multinazionale Virgin con a capo il magnate Richard Branson, dopo aver sponsorizzato nel corso della stagione la campione del mondo uscente Brawn GP (con il chiaro intento di acquistare il team a fine 2009 senza però riuscirci), rileva l'80% delle azioni della Manor oltre che a diventare title sponsor rinominando la squadra Virgin Racing.

### Piloti

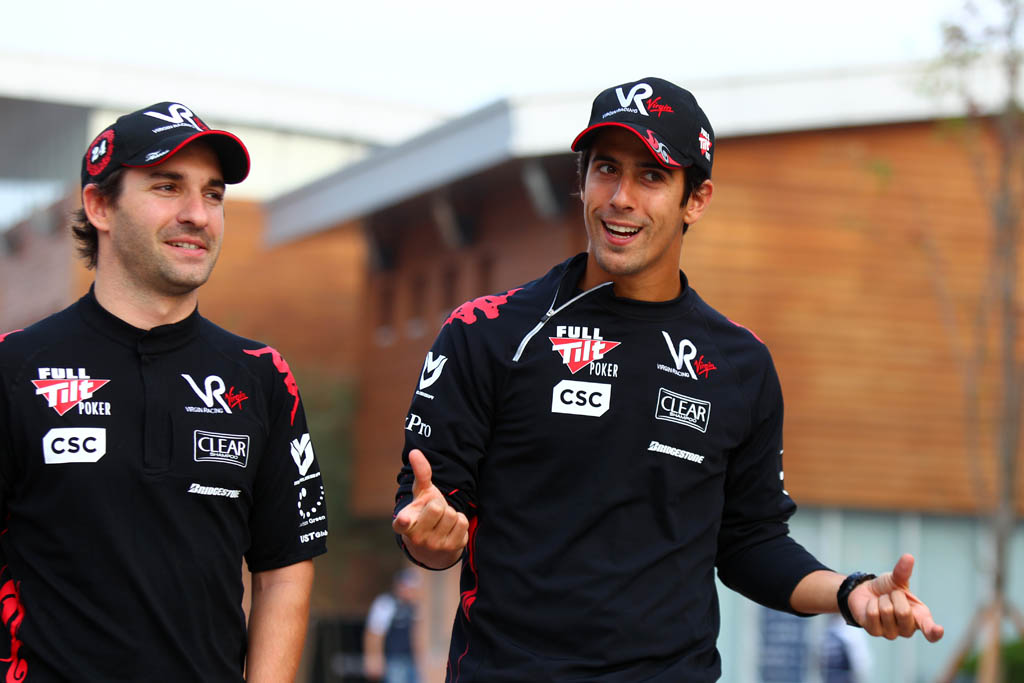
Timo Glock e Lucas Di Grassi nel paddock in occasione del Gran Premio di Corea 2010: per il tedesco è la terza stagione in Formula 1 mentre il brasiliano è all'esordio

Dopo l'abbandono annunciato della Toyota dal Circus a fine 2009, il pilota del team nipponico Timo Glock, vincitore del campionato GP2 nel 2007, sia accasa alla Virgin come primo pilota. Ad affiancare il tedesco è invece l'esordiente brasiliano Lucas Di Grassi, anch'egli pilota che ha disputato la GP2 con un passato nel programma per giovani piloti della Renault parallelamente al suo impegno come collaudatore sempre nell'omonimo team.
In un primo momento il portoghese Álvaro Parente era stato nominato collaudatore del team ma, successivamente, non potendo garantire la copertura finanziaria prevista, ha perduto questa qualifica, venendo sostituito dal campione spagnolo della F2 del 2009, Andy Soucek. Soucek ha poi abbandonato il team nell'agosto 2010.

## Livrea e sponsor

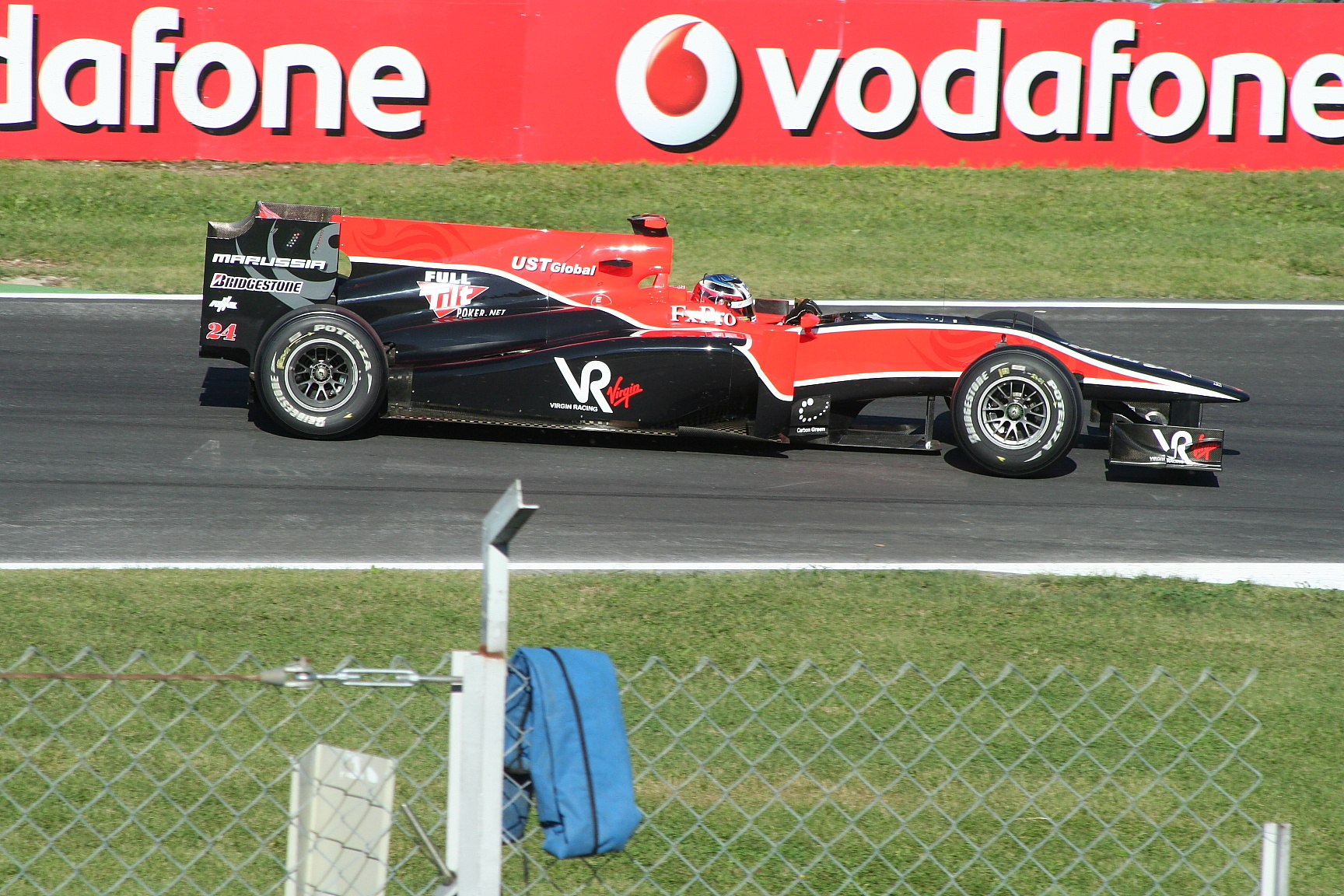
Vista laterale della VR-01

La vettura ha una livrea prevalentemente nera, con ampi inserti rossi ravvivati da profili bianchi: il retrotreno, il cofano motore e l'ala anteriore sono inoltre decorati da un disegno tribale tono-su-tono.
Gli sponsor, relativamente pochi, sono: Virgin sulle pance laterali, FxPro e Kappa ai lati dell'headrest e sul muso anteriore insieme a Bridgestone, Clear ai lati dell'airscope e sopra le pance e infine il marchio di auto sportive russo Marussia Motors sul muso anteriore coprendo superiormente anche parte della scocca.

## Aspetti tecnici

### Telaio e aerodinamica

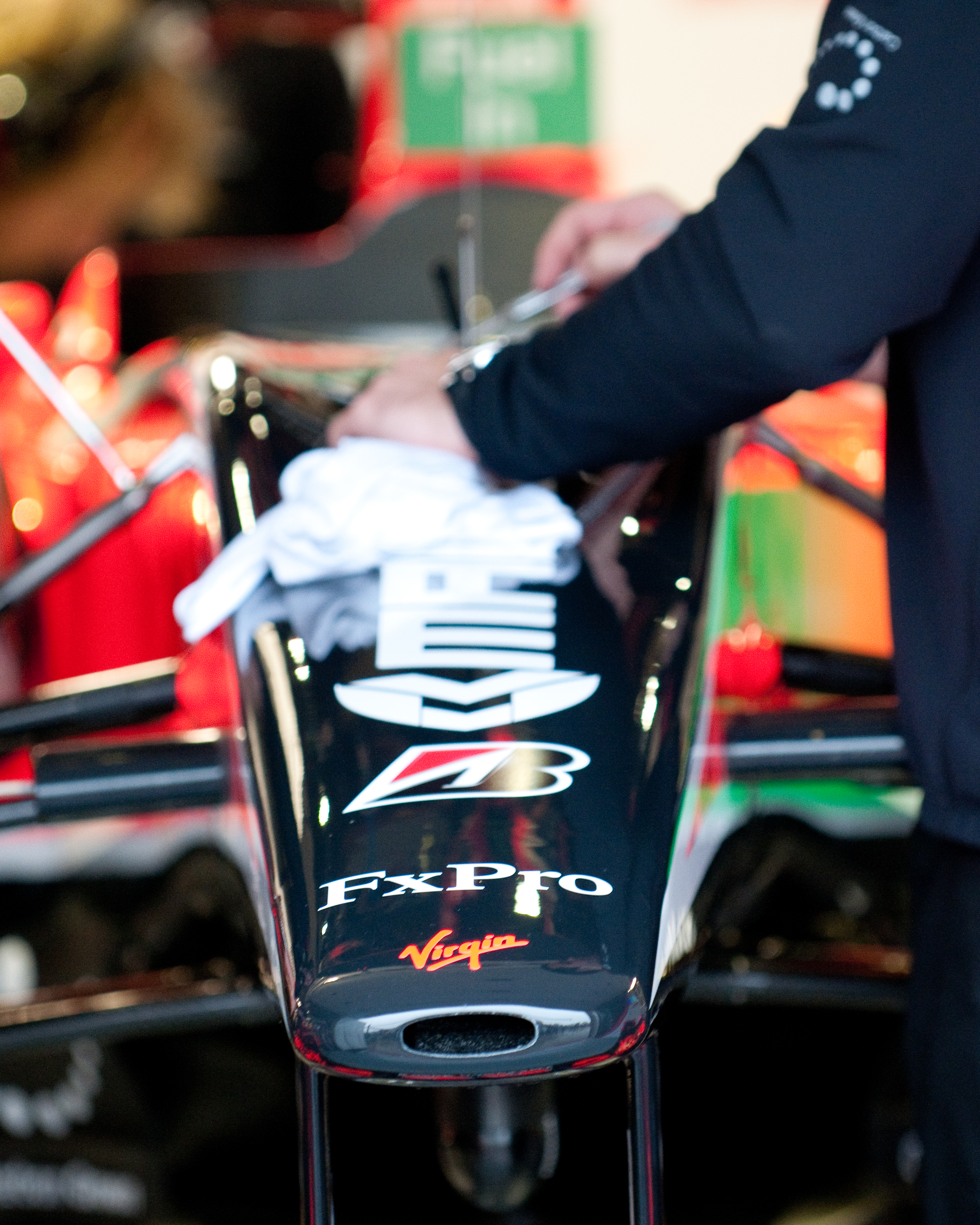
Muso anteriore della Virgin VR-01

Dal punto di vista estetico, la linea della VR-01 rispecchia quella di gran parte delle vetture concorrenti al mondiale 2010; la sua caratteristica peculiare è il passo particolarmente lungo tra i due assi, mentre anche il muso sembra seguire lo stesso concetto di quello degli altri team essendo alto e curvato nella parte superiore. le pance sono inizialmente larghe per poi andare a restringersi nella parte posteriore creando l'effetto "coca-cola".
Al fine di contenere i costi di progettazione, lo sviluppo della monoposto è stato condotto quasi interamente avvalendosi di sistemi computerizzati, adottando la tecnica della CFD, scelta inizialmente considerata come "innovativa" e destinata a sostituire completamente nel corso degli anni la galleria del vento, ma che si rivela successivamente errata e non affidabile, tanto che in occasione del Gran Premio d'Australia all'interno del box Virgin i tecnici si accorgono che il serbatoio della vettura e troppo piccolo e la VR-01 non riesce quindi a terminare i Gran Premi. Solo in Spagna, il team riesce a portare in pista le vetture aggiornate, dopo aver superato nuovamente i test.. Un'altra novità introdotta in questo Gran Premio è inoltre la "pinna" che divide il cofano motore e si collega all'alettone posteriore, già in uso da altri team del campionato come Ferrari e Red Bull.

### Meccanica

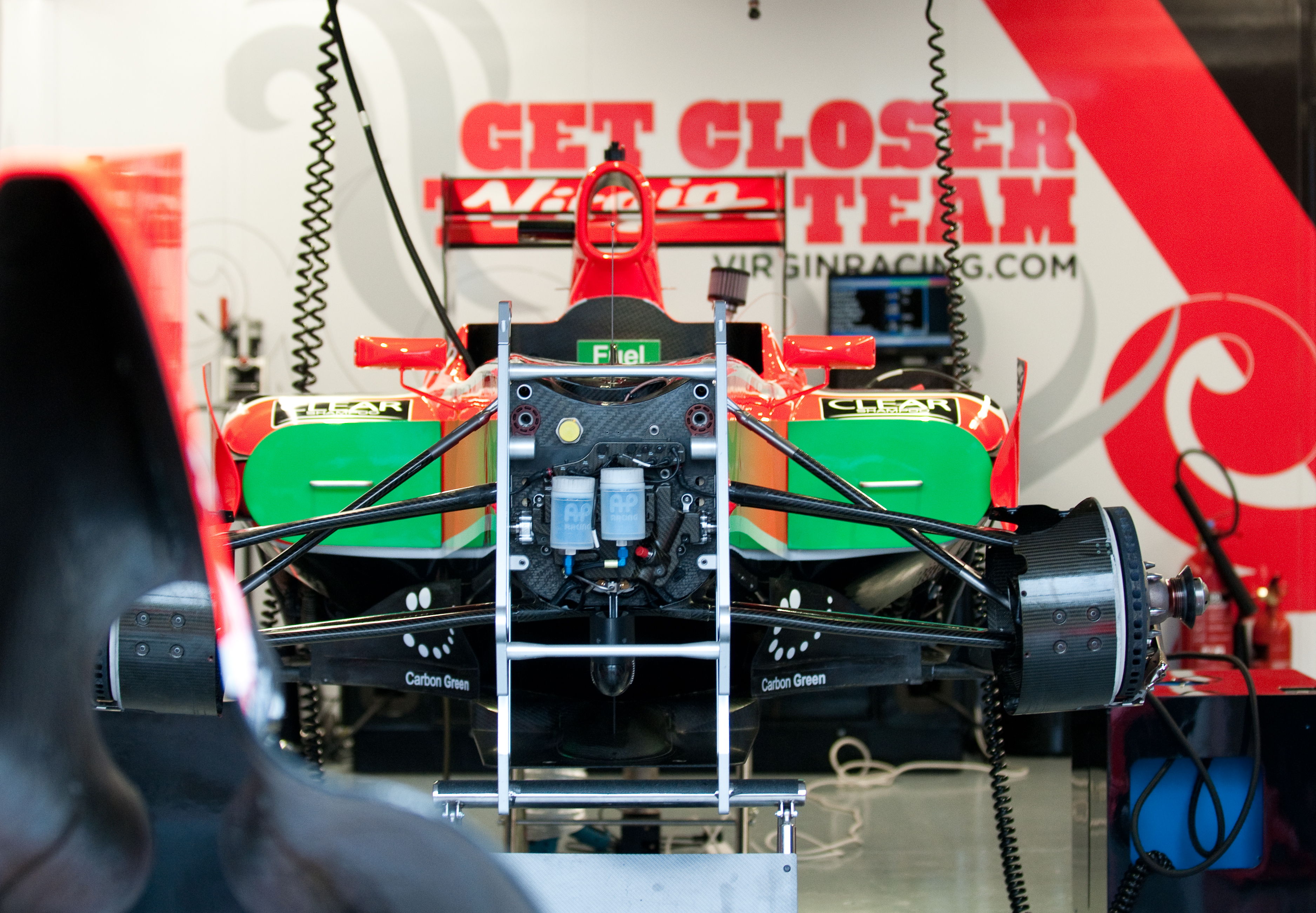
Una delle due Virgin nei box durante il Gran Premio del Canada

Lo schema sospensivo, progettato dalla stessa Virgin,  è di tipo push-rod sia all'anteriore che al posteriore mentre gli ammortizzatori sono forniti dalla Penske.
Il motore usato per equipaggiare la VR-01 è il Cosworth CA2010, usato anche da altri team di medio-bassa classifica come Williams, HRT e Lotus GP e che si adegua al regolamento 2010 essendo un V8 aspirato di cilindrata 2.4, senza però usufruire del costoso sistema KERS (Kinetic Energy Recovery System), utilizzato da tutti i team di vertice che permette di recuperare l'energia dispersa in frenata riutilizzandola nei tratti veloci del tracciato.

## Piloti
| Piloti ufficiali    | Piloti ufficiali  | Piloti ufficiali  |
| Nazione             | Nome              | Numero            |
| ------------------- | ----------------- | ----------------- |
| Germania (bandiera) | Timo Glock        | 24                |
| Brasile (bandiera)  | Lucas Di Grassi   | 25                |
| Piloti di riserva   |                   |                   |
| Nazione             | Nome              | Nome              |
| Belgio (bandiera)   | Jérôme d'Ambrosio | Jérôme d'Ambrosio |
| Brasile (bandiera)  | Luiz Razia        | Luiz Razia        |
| Spagna (bandiera)   | Andy Soucek       | Andy Soucek       |

## Stagione

### Presentazione e test

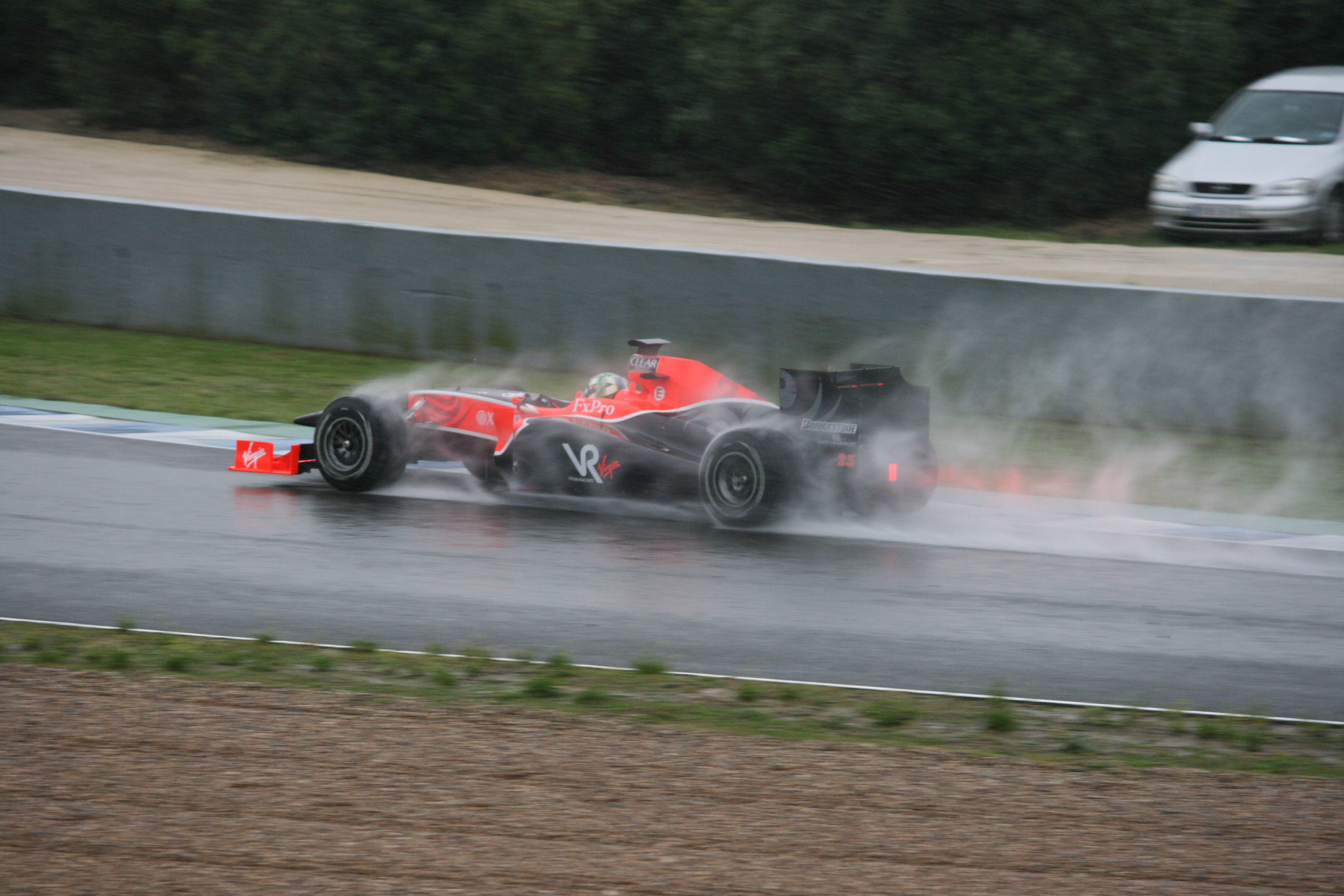
Lucas Di Grassi durante i test pre-stagionali di Jerez

La vettura è stata presentata on-line il 3 febbraio 2010, mentre il debutto in pista avviene l'indomani presso il Circuito di Silverstone con al volante Timo Glock. Il giorno seguente la vettura è stata provata anche da Lucas Di Grassi. Successivamente la VR-01 prende parte ai test pre-campionato sul Circuito di Jerez il 10 febbraio, accusando fin da subito distacchi pesanti dalle vetture di vertice e centro gruppo, oltre a una certa fragilità strutturale e girando il meno possibile per mancanza di ricambi.

### Campionato

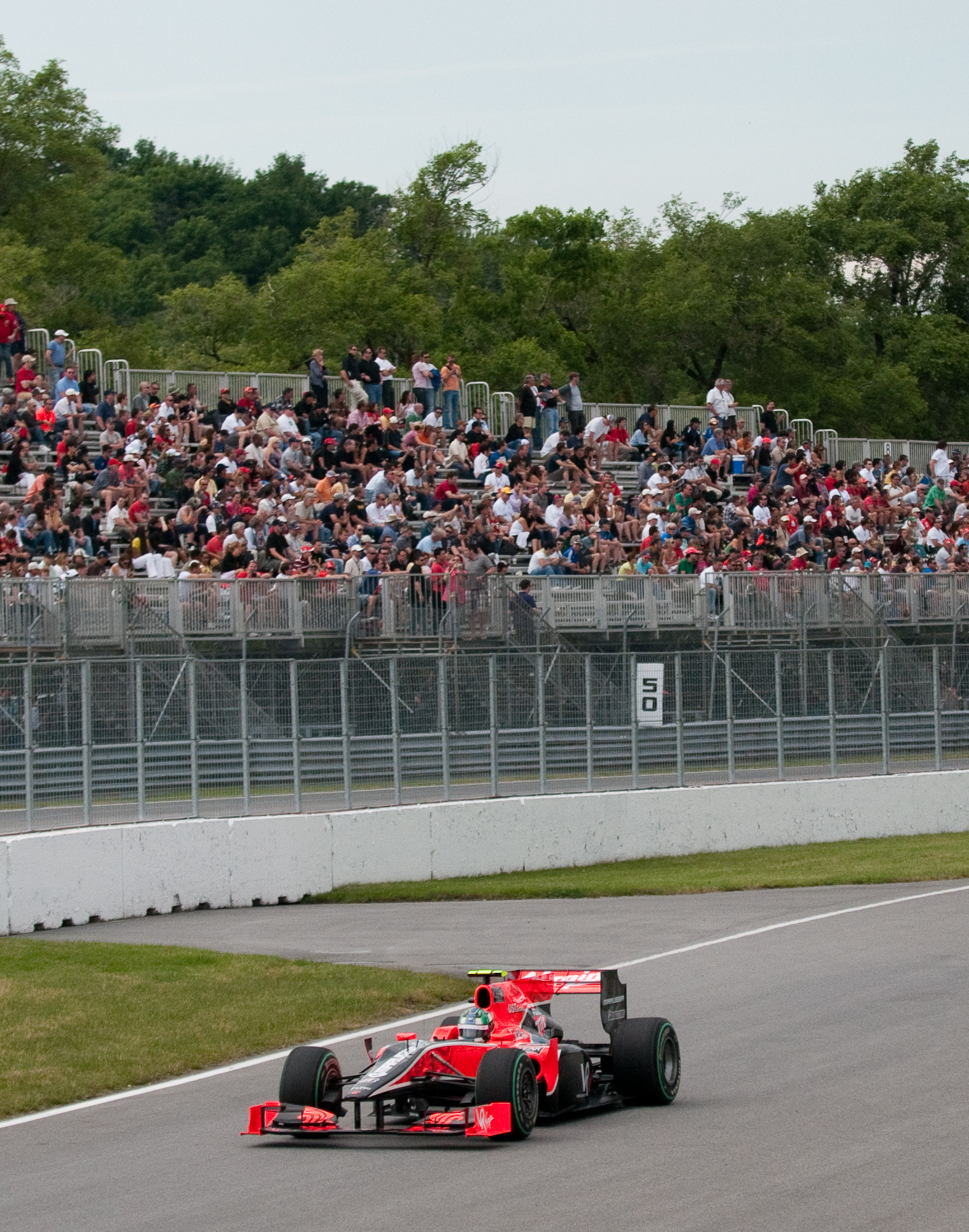
Di Grassi in pista nel Gran Premio del Canada

Il team britannico si presenta quindi nel paddock per la prima volta nella sua storia in Bahrain, prima gara del campionato. Già al sabato le due Virgin mostrano difficoltà ad accedere alla Q2, subendo anzi un distacco di oltre due secondi dalla Toro Rosso di Jaime Alguersuari qualificatasi in 18ª posizione subito davanti a Glock che, oltre al compagno di squadra, si mette dietro anche le due Lotus e le due HRT. In gara va ancora peggio, con entrambe le monoposto che si ritirano per problemi idraulici (Di Grassi al 2º giro) e al cambio (Glock al 16º giro). Doppio ritiro anche nella gara successiva in Australia, venendo battuti in qualifica dalle Lotus e battendo a loro volta le HRT, ma partendo entrambi dalla pit-lane per aver effettuato delle modifiche in regime di parco chiuso. Inoltre, nella tappa australiana, viene a monte il problema legato al già citato serbatoio che costringe i tecnici Virgin a rivedere la vettura, compromettendo di fatto la prima parte di stagione della squadra.
Nonostante questa difficoltà, la Virgin scrive la storia in Malesia dove accede alla Q2 in qualifica con Glock (primo dei tre team esordienti nel 2010 a compiere l'impresa insieme alla Lotus) e si qualifica in maniera clamorosa davanti a entrambe le McLaren ed entrambe le Ferrari grazie anche alle condizioni meteo alterate. In gara però si consuma un'altra disfatta: Glock si ritira di nuovo e Di Grassi, partito dall'ultima casella, chiude (per la prima volta in stagione) la gara seppur con tre giri di ritardo, dietro anche a Fernando Alonso ritiratosi a 2 giri dalla fine per un problema al motore.
Seguono poi altri tre Gran Premi deludenti, dove si ripete la stessa storia delle prime gare: in qualifica Glock e Di Grassi lottano con le solite due Lotus mentre in gara si ritirano per problemi legati alla vettura, ad eccezione del Gran Premio di Spagna dove entrambe le VR-01 riescono a tagliare il traguardo grazie anche agli aggiornamenti introdotti nel weekend al fine di compensare la carenza di affidabilità di inizio anno.
A partire dal Gran Premio di Turchia fino all'ultimo appuntamento, il team riesce a concludere costantemente i Gran Premi con almeno una vettura, ma perde in competitività gara dopo gara rispetto alle dirette rivali per il 10º posto, venendo spesso scavalcata in qualifica dalla HRT e, a fine stagione, anche nella classifica costruttori dalla stessa squadra spagnola.
Il primo anno in Formula 1 si conclude quindi all'ultimo posto per il team anglosassone, che non segna alcun punto e ha all'attivo la 16ª piazza di Glock in Malesia in qualifica e due 14° posti (Di Grassi in Malesia e Glock in Giappone) in gara come migliori risultati.

## Risultati F1
| Anno | Team          | Motore                 | Gomme | Piloti     |     |     |     |     |    |     |    |     |    |     |     |    |    |    |     |    |     |    |     | Punti | Pos. |
| ---- | ------------- | ---------------------- | ----- | ---------- | --- | --- | --- | --- | -- | --- | -- | --- | -- | --- | --- | -- | -- | -- | --- | -- | --- | -- | --- | ----- | ---- |
| 2010 | Virgin Racing | Cosworth CA2010 2.4 V8 | B     | Glock      | Rit | Rit | Rit | NP  | 18 | Rit | 18 | Rit | 19 | 18  | 18  | 16 | 18 | 17 | Rit | 14 | Rit | 20 | Rit | 0     | 12º  |
| 2010 | Virgin Racing | Cosworth CA2010 2.4 V8 | B     | Di Grassi  | Rit | Rit | 14  | Rit | 19 | Rit | 19 | 19  | 17 | Rit | Rit | 18 | 17 | 20 | 15  | NP | Rit | NC | 18  | 0     | 12º  |
| 2010 | Virgin Racing | Cosworth CA2010 2.4 V8 | B     | d'Ambrosio |     |     |     |     |    |     |    |     |    |     |     |    |    |    | SP  | SP | SP  | SP |     | 0     | 12º  |

| Legenda | 1º posto     | 2º posto | 3º posto    | A punti         | Senza punti/Non class.  | Grassetto – Pole position Corsivo – Giro più veloce |
| Legenda | Squalificato | Ritirato | Non partito | Non qualificato | Solo prove/Terzo pilota | Grassetto – Pole position Corsivo – Giro più veloce |